# Europska Formula 2 – sezona 1967.
| Europska Formula 2 1967. | Europska Formula 2 1967.         |
| ------------------------ | -------------------------------- |
| Prvak                    | Jacky Ickx (Matra-Ford Cosworth) |
| Prethodna sezona         | Sljedeća sezona                  |
| −                        | 1968.                            |

Europska Formula 2 - sezona 1967. je bila 1. sezona Europske Formule 2.

## Poredak
| Mjesto | Vozač                | Bodovi |
| ------ | -------------------- | ------ |
| 1.     | Jacky Ickx           | 45     |
| 2.     | Frank Gardner        | 34     |
| 3.     | Jean-Pierre Beltoise | 27     |
| 4.     | Piers Courage        | 24     |
| 5.     | Alan Rees            | 23     |
| 6.     | Chris Irwin          | 15     |
| 7.     | Johnny Servoz-Gavin  | 15     |
| 8.     | Jo Schlesser         | 13     |
| 9.     | Brian Hart           | 8      |
| 10.    | Brian Redman         | 8      |
| 11.    | Robin Widdows        | 8      |
| 12.    | Hubert Hahne         | 7      |
| 13.    | Jackie Oliver        | 3      |
| 14.    | Philip Robinson      | 2      |
| 15.    | Gerhard Mitter       | 2      |
| 16.    | Ian Raby             | 2      |
| 17.    | Alan Rollinson       | 1      |
| 18.    | Jean-Pierre Jaussaud | 1      |